# Wilhelm af Winchester, herre af Lüneburg
Wilhelm "den fede" af Lüneburg, Wilhelm "der Fette", født 11. april 1184 i Winchester, død 13. december 1213, greve af Lüneburg i 1202-1213. Søn af hertug Henrik Løve af Sachsen og Bayern (1129/1130-1195) og Mathilde af England (1156-1189).
Wilhelm "den fede" giftede sig i 1202 med Helene Valdemarsdatter af Danmark (datter af Valdemar den Store, søster til Knud 6. og Valdemar Sejr), død 1233). Parret fik følgende barn:
1. Otto Barnet af Braunschweig-Lüneburg (1204-1252), første hertug af Braunschweig-Lüneburg.